# Bromiades brachyptera
Bromiades brachyptera är en skalbaggsart som först beskrevs av Louis Alexandre Auguste Chevrolat 1838. Bromiades brachyptera ingår i släktet Bromiades och familjen långhorningar.
Artens utbredningsområde är:
- Costa Rica.
- Kuba.
- Guatemala.
- Honduras.
- Panama.

Inga underarter finns listade.